# Okamiden: Chiisaki Taiyo
Okamiden: Chiisaki Taiyo (яп. 大神伝～小さき太陽～ Окамидэн тиисаки тайё:, букв. «Хроники Оками: Маленькое Солнце») — видеоигра в жанре квест от Capcom, разработанная для портативной игровой консоли Nintendo DS. Сиквел игры Оками, выпущенной в 2006 году на Playstation 2, портированной на Wii в 2008 году. Разработчиками игры выступают Куниоми Мацусита — ранее ответственный за портирование на Wii и Мотохидэ Эсиро — продюсер игр Ace Attorney Investigations: Miles Edgeworth и Onimusha 2. Первый анонс состоялся 30 сентября в 2010 году в Японии. Сюжет пролил свет на нового персонажа игры — Chibiterasu, маленького божественного волчонка, внешне очень напоминающего прототип Аматерасу, а также сама игра сочетает в себе многие знакомые элементы и приёмы из первой части игры. Остались кисти и полотно, в процессе рисования окружение все также замирает. Кисточкой снова можно вырисовывать знакомые фигурки и наложения, только пользоваться теперь при этом можно стилусом на touch-панели, которые присутствуют в DS.
Начало разработке положил будущий режиссёр Matsushita. Воодушевлённый, он смог создать и показать Eshiro первую техническую демоверсию игры, в декабре 2008 года. Демоверсия оказалась настолько хорошей и показательной, что было принято решение продолжить процесс разработки. Выбор Nintendo DS в качестве платформы был мотивирован тем, что данная консоль очень популярна, а также имеет встроенную сенсорную экранную панель, которая идеально подходит в применении к Небесной Кисти.

## Игровой процесс
Применение Небесной Кисти в игре Ōkamiden: Chiisaki Taiyō, позволяет игроку взаимодействовать с миром игры, при помощи рисования на сенсорной панели ручной консоли DS, вызывая характерные магические трюки, к примеру восстанавливать растительность.
Игра очень похожа на свою предшественницу. Осталась та же возможность рисовать на полотне и все вокруг при этом останавливается, позволяя игроку решать задачи и драться в бою. Приём из сцен, когда оживает дерево-Хранитель и все вокруг расцветает, также не изменился. Нововведением стала способность Chibiterasu играть сообща с своими партнерами, что позволило исследовать недоступные местности и помогает в бою. Появились новые кисти, одной из таких стала «Shirabe Brush» или «Кисть Отваги», которую можно применять на партнерах, позволяя им преодолевать ловушки и препятствия на пути, помогая добраться до мест, куда Chibiterasu сам добраться не сможет. Сей стал приём весьма распространенным в процессе игры. Были задействованы лицевые и боковые клавиши управления консоли. Последние задействованы для работы с Небесной Кистью, как если бы управление происходило при помощи touch-панели. Нельзя одновременно использовать боковые кнопки и панельку, таким образом игрок сам должен будет выбрать удобный для себя метод манипулирования кистью.

## Сюжет
События происходят спустя три месяца после того, как Аматерасу покинула Ниппон и улетела на Небеса. Зло — очень сильное и снова возвращается в мир смертных, даже после того, как был уничтожен предводитель Зла — великий лорд Ями. Тьма снова наводнила землю. Священный дух дерева Сакуя, из первой части, снова взывает к Богу Солнца, но вместо привычной Оками спасать мир появляется Chibiterasu — мистический волчонок, очень похожий на маленькую Аматерасу. Сначала хотели повернуть сюжет таким образом, чтобы Chibiterasu был сыном Аматерасу, но режиссёр Мотохидэ Эсиро отверг эту идею, оставив вопрос о происхождении Chibiterasu таинственным, как само происхождение белой волчицы. Ещё Eshiro добавил, что Chibiterasu следует воспринимать, как жизненную форму в образе волка. Существо ещё молодое, обладающее некоторыми способностями как Аматерасу, включая магию Небесной Кисти. Но волчонок не будет обладать такой же мощью и силой. По сравнению с Amaterasu, Chibiterasu будет более слабым, что отразилось на его способностях и действиях в новой игре. У необычного героя появилось несколько партнеров, которым также отведена немаловажная роль в сюжете. Одним из таких стал Kuninushi — сын Susano и Kushi, героев из первой части. Задумано, что Kuninushi был рожден в конце приключений Аматерасу, в первой части игры. Авторы не объясняют причину неожиданного появления данного персонажа, возраст которого не соответствует временному промежутку хронологических событий игры, но позже, обещают раскрыть причину.

## Разработка
Несмотря на то, что Оками была признана одной из лучших игр на Playstation 2, первоначально её коммерческий успех был провален из-за очень низкого числа продаж. Возможно, по этой причине, финансовой несостоятельности, также была закрыта и студия-разработчик игры — Clover studio. Хидэки Камия, главный разработчик заметил, что их продюсер Atsubi Inaba принял такое решение по просьбе управления из Capcom — издателя и владельца независимого подразделения студии Clover. В дальнейшем, Kamiya признавался, что у него было желание работать над продолжением игры, но к сожалению, на тот момент это было невозможно. Издатель Capcom поставил условие для конечного пользователя: появление второй части станет возможным, если уровень дохода от количества продаж первой части достигнет определенной границы. Затем, в июле 2007 года, работник Capcom — Keiji Inafune объявил о начале транспортировки игры на приставку Wii. На самом деле это было сопряжено с большими программными трудностями и процесс портирования мог закончиться неудачей. Но провала не случилось. Capcom оставалось теперь только ждать, окажутся ли их усилия в коммерческом плане оправданными. От этого зависел исход и перспектива начала этапа разработки второй части.
В августе 2009 года, Capcom зарегистрировал имя Ōkamiden, под собственной торговой маркой. За несколько месяцев до портирования первой части на Wii, началась дискуссия о том, как следует назвать вторую часть. Ōkamiden — название, получившееся из сокращения двух слов: Okami и Gaiden, что в переводе с японского на русский означает как «историю имеющую отношение» к «Оками-миру»(Okami Sidestory). Была ещё альтернатива — «Okami Densetsu», с яп. значащее как «Легенда Оками»(Okami Legend). Определение с названием игры оказалось непростой задачей, и в результате издание могло затянуться. Но задержки не случилось и в сентябре 2009 года, впервые, в журнальном издании Famitsu был произведен маленький обзор продолжения игры, с названием Okamiden: Chiisake Taiyo. Было указано также, что Capcom планирует анонсировать полную версию в 2010 году, в Японии, для консоли Nintendo DS. Кроме малосодержательного обзора, на странице журнала были представлены несколько скриншотов, похожих на графику из игры на Playstation 2/Wii. Режиссёром Okamiden выступает Куниоми Мацусита, в прошлом ответственный за портацию первой Оками на Wii, продюсером является Мотохидэ Эсиро, ранее работавший над титрами в играх Onimusha 2 и Ace Attorney Investigations.
В декабре 2008 года, Мацусита обратился к Эсиро, чтобы обсудить создание игры для портативной консоли. Он продемонстрировал ему прототип расширенного геймплея, который был разработан в качестве демонстрационной версии. Мацусита постарался сохранить обаяние персонажей и цветущую атмосферу, столь искусно переданные в Оками. Это привлечет новых и сохранит доверие старых поклонников Оками. Фактически, разработка началась с того момента, когда Куниоми Мацусита смог передать Мотохидэ Эсиро свою идею и дальнейшее видение своего проекта, которому суждено было возродиться на Nintendo DS. Он имел серьёзные намерения и у него было желание работать. Он создал качественную демонстрационную версию и доказал, что сможет создать продолжение игры, несколько лет назад по праву завоевавшей сердца публики и необыкновенной, прошедшей тяжелый путь и признанной лучшей новаторской игрой 2005 года для PS2. Так, дальше, проекту загорелся зелёный свет.
Возможность играть на Nintendo DS имеет свои преимущества в том, что приставку можно носить с собой в кармане. Играющий может в любой момент времени и в любом месте вернуться к игре, совмещая при этом удобное пользование стилуса на touch-панели. Анонс игры запланирован на 2010. ежегодной Токийской игровой выставке, которая в 2010 году должна состояться в сентябре. На данный момент воссоздано более четверти геймплея. Сценаристом выступает  Юкинори Китадзима.

## Первое впечатление
| Сводный рейтинг    | Сводный рейтинг |
| Агрегатор          | Оценка          |
| ------------------ | --------------- |
| GameRankings       | 81,56 %         |
| Metacritic         | 82/100          |
| Иноязычные издания |                 |
| Издание            | Оценка          |
| Eurogamer          | 8/10            |
| Game Informer      | 8,75/10         |
| IGN                | 8,5/10          |

Своим появлением, главный герой — Chibiterasu привлёк к себе широкое внимание публики. Редактор студии «Kotaku» — Luke Plunkett, хотел скорей увидеть продолжение легенды Оками на ежегодной выставке видеоигр E3 в 2008 году, на Playstation 3. Сам факт, что игра будет выпущена на Nintendo DS, вызвал смешанную внешнюю реакцию. Редактор студии по созданию видеоигр «The Escapist» — John Funk признал эту консоль, наиболее подходящим вариантом, так как нужно было пользоваться Небесной Кистью, и touch-панель идеально подходит для задач такого рода. Другому редактору студии под названием «Kombo» — Daniel Sims’у понравился эффект цел-шейдеринга, искусно выполняемый на аппаратном обеспечении приставки. Редакторы из студий «Destructoid» — Aziz и Jeremy Rowles из «Examiner», сошлись во мнении, и тоже посчитали вариант Nintendo DS — удачным. Aziz добавил, что был восхищен, каким несравненным образом Capcom удается сохранить и перенести атмосферу из первого Оками-мира в новый сиквел. Скептическими были мнения о названии игры, слишком похожим на название игры первой части. Предлагали оценить действительную и реальную схожесть миров Okamiden и Okami. Еще, цел-шейдовая графика не всем приходится по вкусу, тогда переход на приставку отличной от Playstation 2, может вызвать новый негативный поток отзывов, уже от владельцев карманной игровой консоли. Luke Plunkett также выразил сожаление, когда узнал, что игра разрабатывается не для Playstation 3.
Критике также подвергся также факт, что среди разработчиков нет главного основоположника идеи — Хидэки Камия, который вместе с большим числом работников, после ликвидации Clover создали независимую Platinum Games студию. Хидэки Камия привнес значительный вклад в работу над первой игрой, включая дизайн персонажей. Симпатичный и своеобразный образ протагониста Оками, тоже была его идея. Редактор из MTV — John Constantine высказал предположение, что отсутствие бывшего состава Clover в разработках новой игры может иметь свои плюсы, ведь тогда в новой игре необратимо появятся новые элементы, что в конечном счете отразиться на её оригинальности. В связи с этим, недоверчивый Garrett Tiemann, выразил надежду, что судя по демонстрационной версии, Okamiden, в допустимой мере будет похожа на свою предшественницу.
IGN признала Chibiterasu способным положить начало новой истории. Редактор из «Destructoid» — Jim Sterling смеясь, признался, что главный герой ему сразу понравился, вызвал умиление. Привлекательность героя уже бы могла сделать Okamiden лучшей игрой на Nintendo DS. Garrett Tiemann, напротив, беспокоил этот факт, поскольку он считал, что чрезмерная привлекательность могла бы сделать из приключенческого эпоса очередную игру из серии «домашних любимцев», подобно Nintendogs. Поэтому, создатели не должны забывать о том, что Chibiterasu должен быть как маленькая Оками и творить легенды, а не быть похожим на куклу. Luke Plunkett главный герой тоже понравился, несмотря ни что. Он тоже был тронут, когда впервые увидел Chibiterasu.